# Helena Espvall
Helena Espvall es una música sueco-estadounidernse destacada por su participación en la escena post millennial acid folk y de improvisación libre. Sus instrumentos principales son violonchelo, guitarra y voz.

## Carrera
Las primeras obras de Espvall incluyeron el trabajo con el conjunto de música árabe Sumer y con Projektor 7, una orquesta de cine mudo formada por miembros del grupo pop sueco Komeda. Se trasladó a Filadelfia, Estados Unidos en 2000. El tiempo dedicado a la improvisación de violonchelo dio lugar a actuaciones en el festival High Zero en 2001 y 2002.
Afincada en Filadelfia, Espvall ahora entraba en los florecientes círculos psicodélicos y extravagantes de esa ciudad. Se unió a Espers poco después de que grabó su primer álbum, fue miembro de The Valerie Project, y formó el dúo Anahita con Tara Burke (también conocida como Fursaxa). En 2006, el trío formado por Espvall, el compañero de banda de Espadrilles Meg Baird y el cantante folklórico inglés Sharron Kraus, lanzaron un álbum de canciones folclóricas tradicionales bajo el título Leaves From Off The Tree.
En 2006 hizo el lanzamiento de su primer álbum solista, titulado Nimis & Arx, nombrado a partir de las esculturas a gran escala erigidas en la micronación de Ladonia, realizadas por el artista sueco Lars Vilks.
La colaboración con Masaki Batoh (de la banda psicológica japonesa Ghost) produjo dos álbumes lanzados por el sello Drag City. La primera de ellas, Helena Espvall y Masaki Batoh, incluyó varias canciones populares suecas y marcó la primera aparición prominente de la voz de Espvall. Una reseña de la BBC calificó al disco de "bellamente frágil, notablemente melódico y seductoramente encantador". Ash Ra TempelEl álbum Overloaded Ark de 2009 se inclinó hacia improvisaciones psicodélicas extendidas, con miembros de Ghost, Junzo Tateiwa y Kazuo Ogino, así como el especialista en música antigua Haruo Kondo. La instrumentación fue variada e incluyó guitarras acústicas y eléctricas, violonchelo, órgano, shō, banjo, arpa del renacimiento, rauschpfeife, cromorno, cornamusa, zanfona, flautas, piano, tambores de marco, derbake, riq, y electrónica.
En 2010 Espvall lanzó Lapidary, una colaboración improvisada con la figura de ruido/drone Marcia Bassett. Keith Moliné  la, en la revista The Wire, lo comparó con el primer álbum de Ash Ra Tempel y lo calificó de "una grabación impresionantemente poderosa".
Espvall frecuentemente interpreta el violoncelo para el trabajo de otros músicos. Ha sido miembro de las bandas en la gira de artistas como Vashti Bunyan, Damon y Naomi, Ghost, Blood on a Feather y Marissa Nadler; Ha hecho apariciones como invitada en los discos de Bert Jansch, Arborea y Charalambides, entre otros.

## Discografía

### Solo
- Nimis & Arx CD (2006) (Fire Museum/Pax Recordings)

### Como parte de Espers
- "Riding" / "Under The Waterfall" 7" single (2005) (Wichita)
- The Weed Tree CD/LP (2005) (Locust Music)
- II CD/LP (2006) (Drag City)
- III CD/LP (2009) (Drag City)

### Como parte de The Valerie Project
- The Valerie Project CD/2LP (2007) (Drag City)

### Como parte de Anahita
- Arcana En Cantos CD-R/LP (2006/2010) (Deserted Village/alt.vinyl)
- Matricaria CD (2008) (Important Records)

### Con Sharron Kraus y Meg Baird
- Leaves from Off the Tree CD/LP (2006) (Bo'Weavil Recordings)

### Con Masaki Batoh
- Helena Espvall & Masaki Batoh CD/LP (2008) (Drag City)
- Overloaded Ark CD/2LP (2009) (Drag City)

### Con Marcia Bassett
- Lapidary Cassette/LP (2010) (Heavy Blossom/alt.vinyl)

### Con Marielle Jakobsons y Agnes Szelag
- Espvall/Jakobsons/Szelag: Improvisations for Strings and Electronics CD-R [edition of 100] (2012) (Arachnidiscs)

### Con Alan Sondheim y Azure Carter
- Cauldron LP (2012) (Tequila Sunrise/Fire Museum)

### Con Ernestio Díaz-Infante
- A Hallowed Shell of Ash and Rust CD (2013) (Erototox Decodings)

### Con David Maranha
- Sombras Incendiadas LP (2015) (Three:Four Records)

### Aparición en compilaciones
- The Garden of Forking Paths CD (2007) (Important Records)
- We are all one, In the Sun: A tribute to Robbie Basho CD/LP (2010/2011) (Important Records/alt.vinyl)